# できごと (映画)
『できごと』（原題：Accident）は、1967年に製作・公開されたイギリスの映画である。

## 概要
ニコラス・モズレーの小説を基にハロルド・ピンターが脚色し、ジョゼフ・ロージーが監督、ダーク・ボガードとスタンリー・ベイカー、ジャクリーヌ・ササールが主演した。

## キャスト
- スティーヴン：ダーク・ボガード
- チャーリー：スタンリー・ベイカー
- アンナ：ジャクリーヌ・ササール
- ウィリアム：マイケル・ヨーク
- ロザリンド：ヴィヴィアン・マーチャント
- フランチェスカ：デルフィーヌ・セイリグ

## スタッフ
- 監督：ジョゼフ・ロージー
- 製作：ジョゼフ・ロージー、ノーマン・プリッゲン
- 脚色：ハロルド・ピンター
- 音楽：ジョン・ダンクワース
- 撮影監督：ジェリー・フィッシャー
- 編集：レジナルド・ベック
- 美術：カーメン・ディロン
- 衣裳：ベアトリス・ドーソン

## 映画賞受賞・ノミネーション
- 受賞
  - カンヌ国際映画祭 審査員特別グランプリ：ジョゼフ・ロージー
- ノミネーション
  - カンヌ国際映画祭パルムドール
  - 英国アカデミー賞作品賞
  - 英国アカデミー賞 主演男優賞：ダーク・ボガード
  - 英国アカデミー賞脚本賞：ハロルド・ピンター
  - 英国アカデミー賞美術賞（カラー）：カーメン・ディロン
  - ゴールデングローブ賞英語外国映画賞